# 라파누이인

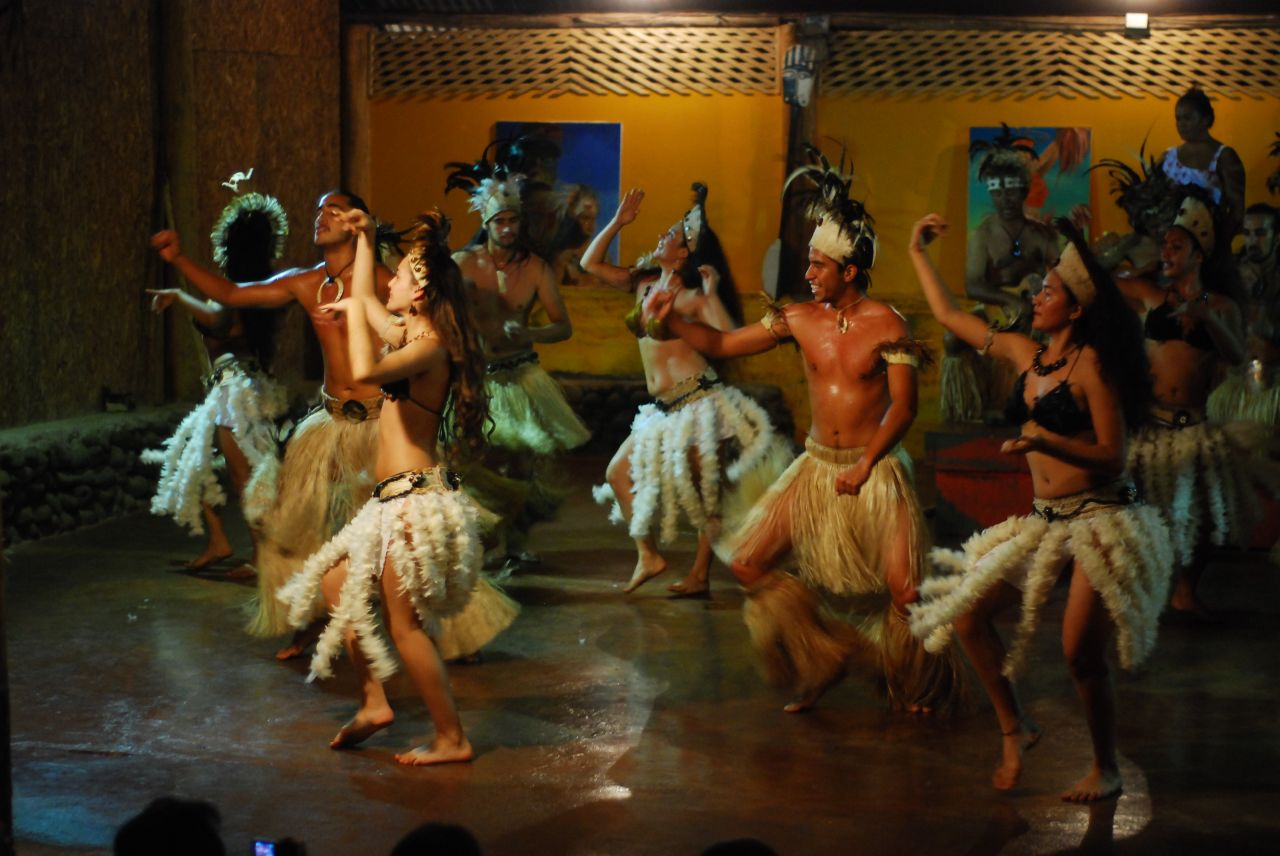
라파누이의 전통 춤

라파누이인(Rapa Nui)는 이스터섬(현 칠레령)의 폴리네시아계 토착민이다. 폴리네시아 문화권의 최동단에 위치한다. 오늘날에는 이스터섬 인구의 약 60%를 차지하고 있으며, 칠레 본토에도 상당수의 라파누이인 인구가 거주하고 있다. 이들은 전통적인 라파누이어와 칠레의 공용어인 스페인어를 모두 구사한다.
섬 인구는 2017년 인구조사 기준으로 7,750명이었는데 그 중 대부분은 섬 서쪽의 항가로아(Hanga Roa) 마을에 거주한다. 섬의 수입은 대부분 관광업에서 나오며 이들의 조상이 세운 모아이 석상과 같은 유명한 볼거리가 있다.

## 같이 보기
- 라파 누이 (영화)
- 호투 마투아
- 이스터섬의 역사
- 칠레 원주민